# 上島久男
上島 久男（うえしま ひさお、1948年3月4日 - 2015年1月8日）は、岡山県出身の元競艇選手。登録番号2447。身長169cm。血液型B型。30期。現役時代は愛知支部所属。同期に堀江喜一郎、岩津宅一。弟子に永井聖美、平本真之らがいる。

## 来歴
- 1970年8月、蒲郡競艇場でデビューし、同節で初勝利。
- 1980年6月、常滑競艇場で初優勝。
- 1992年10月、平和島競艇場でのSG全日本選手権競走で準優出している。
- 2002年4月9日、G1競艇名人戦に初出場し、3年連続で出場（同年と2004年に準優出）している。
- 2006年8月28日、平和島競艇場での「第19回東京新聞盃」でチルト3度で6コースから捲って優勝。
- 2009年10月3日、三国競艇場での「第6回JLC杯」で通算1500勝達成（6203走目）。
- 2011年7月8日、現役を引退。[1]
- 2015年1月8日、食道癌のため他界。享年66。[2]

## 生涯成績
- 通算出場回数 6514回
- 通算優勝回数 20回（うちG3は2回）
- 通算勝利回数 1534勝
- 通算勝率 5.74

## 人物・エピソード
- 総白髪がトレードマーク。

- ダッシュ戦からのスタート一発のまくりを得意とし、還暦を過ぎてもアウトかましを主戦法にしていた。

- 58歳で優勝した上記の平和島・東京新聞盃のときは、優勝戦進出選手の公開インタビューの場で、観客にリクエストされて[3]チルトを3度に跳ね、6コースからコンマ01のトップスタートを放ち捲り勝つ、という離れ業を演じている。女子レーサーの重鎮である日高逸子はこの競走を見て感動し、翌日29日に桐生競艇場で行われた第52回モーターボート記念の開会式で「上島さんは58歳です。私もまだまだ頑張ります」と述べている[4]。なおこのレースでの優勝が自身最後の優勝となった。

- スタートが早い代償としてフライングの多さでも有名で、41年間の現役生活の中で歴代最多となる94回のフライングを切っている。また1期中に3度のフライングを犯したことも8度ある。1500勝達成時も、つい3日前にフライングを切ったあと、コンマ01のトップスタートを決めて1着を取っている。

- フライング休みの期間が他の選手と比べて長期だったこともあって、還暦を過ぎても足腰には何の衰えもなかったと言う。モンキーターンの姿勢も若い選手と比べて全く見劣りがしなかった[5]。

- 愛知県でプロペラグループ「B-DASH」を主宰。上記の永井、平本らのほか、かつては池田浩二や杉山正樹もこのグループでプロペラを作製していた。B-DASH出身者は総じて、師匠である上島譲りのスタート一撃を得意とする傾向がある。

- 現役最後の勝利は2011年6月14日のボートレース下関第9R。6コースからのまくりによるもの[6]。